# Vladímir Popovkin
Vladímir Aleksándrovich Popovkin (en ruso: Влади́мир Алекса́ндрович Попо́вкин; Dusambé, RSS de Tayikistán, 25 de septiembre de 1957 - 18 de junio de 2014) fue un militar ruso, director general de la Roscosmos; también fue primer viceministro de Defensa y comandante de las Fuerzas Espaciales de Rusia.

## Biografía
Vladímir Popovkin nació el 25 de septiembre de 1957 en Dusambé, RSS de Tayikistán, Unión Soviética, donde su padre servía en la 211.ª División Blindada. Su familia se trasladó a Kalinin en 1968 y allí comenzó a estudiar física y matemáticas. Entró en el ejército soviético en 1975, y se graduó como ingeniero de la Academia Espacial Militar de Leningrado en 1979.
Después de su graduación, Popovkin sirvió en el Cosmódromo de Baikonur en varios puestos: como ingeniero, jefe de ingeniería y como comandante de lanzamiento de la plataforma de lanzamiento 1 (Plataforma Gagarin).

## Después de Baikonur

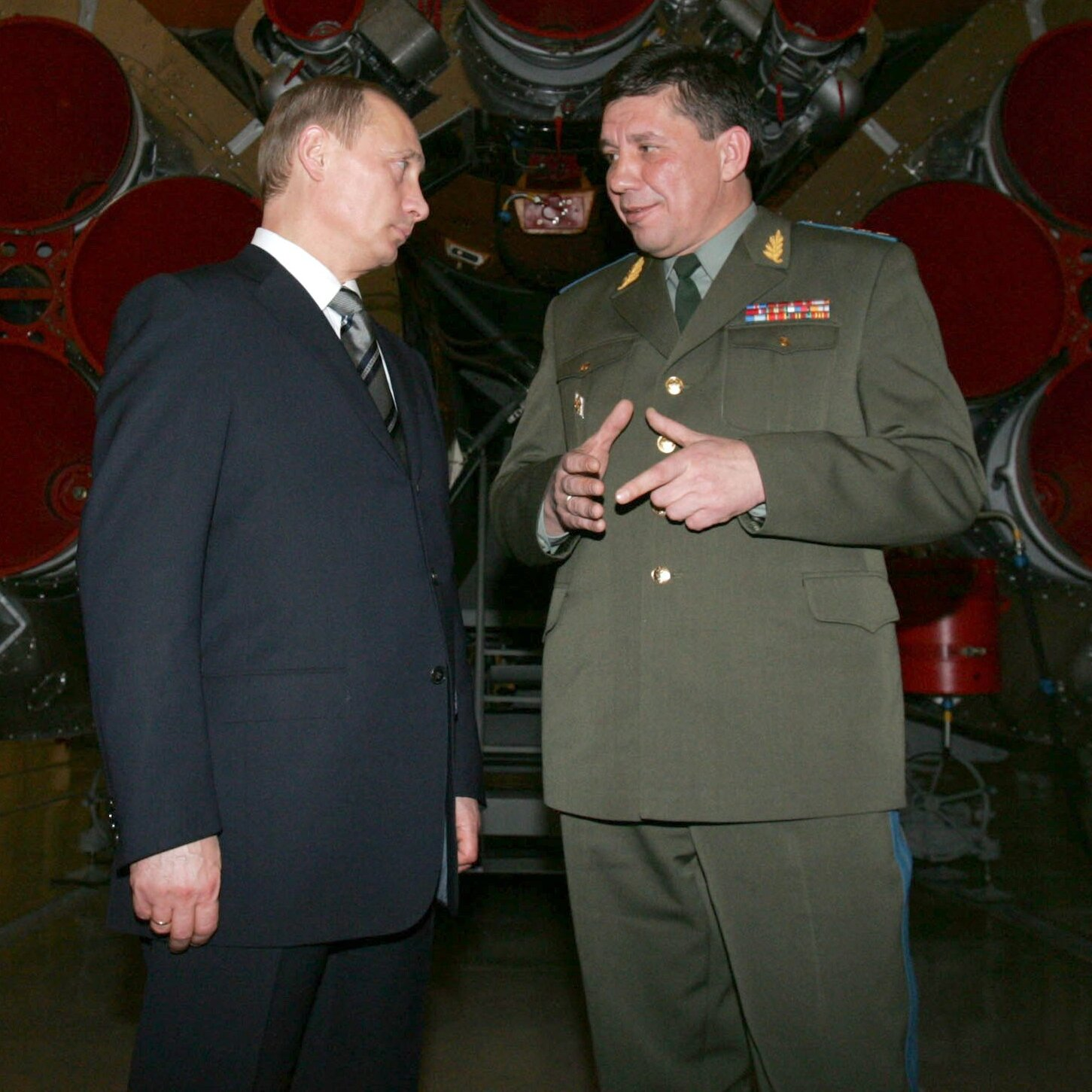
Popovkin junto al presidente ruso Vladímir Putin en 2006.

En 1986, Popovkin recibió un cargo en la Dirección de Sistemas Espaciales en el Ministerio de Defensa. En 1989 Popovkin se graduó en la Academia Militar de las Fuerzas de Misiles Estratégicos y continuó trabajando como oficial de alto rango en la Dirección de Sistemas Espaciales.
En 1991 pasó al Estado Mayor General en Moscú, donde ocupó una serie de cargos, y finalmente obtuvo un puesto de responsabilidad en la gestión operativa. 
Después de crearse las Fuerzas Espaciales de Rusia en 2001, el entonces Mayor General Popovkin fue nombrado primer Jefe Mayor por el presidente Vladímir Putin. También se desempeñó como jefe de la junta directiva de la academia espacial militar. 
El 10 de marzo de 2004, el teniente general Popovkin fue nombrado comandante de las Fuerzas Espaciales, en reemplazo de Anatoli Pérminov.
En julio de 2008 fue ascendido a Jefe de Armamento del Ministerio de Defensa, trabajando en las adquisiciones militares. El 22 de febrero de 2009, fue ascendido a General del Ejército, y un mes después se retiró de las fuerzas armadas. 
Después de retirarse de la milicia, Popovkin fue primer ministro adjunto de Defensa entre junio de 2010 y abril de 2011.
El 29 de abril de 2011, Popovkin fue nombrado jefe de la Roscosmos.

## Roscosmos

### Fobos Grunt
Popovkin fue jefe de Roscosmos durante el fallido lanzamiento de la sonda Marte Fobos Grunt. Inicialmente se sugirió que el fracaso de Fobos-Grunt podría haber sido el resultado de un sabotaje por una nación extranjera. Popovkin anunció el 1 de febrero de 2012, que un estallido de radiación cósmica puede haber causado que las computadoras pudieran reiniciar el sistema y entrar en el modo de espera. Popovkin culpó a los microchips posiblemente falsificados para la expedición. Al mismo tiempo, en respuesta a la dirección del Instituto de Investigaciones Espaciales de Rusia, el participante principal de la misión, Lev Zeliony respecto a la misión de repetición propuesta llamada Fobos-Grunt-2, declaró que Roscosmos inmediatamente lo intentaría si no podían llegar a un acuerdo con la Agencia Espacial Europea sobre su programa de ExoMars. Sin embargo, Roscosmos llegó a un acuerdo con la ESA el 15 de marzo de 2012.
Como resultado de ello, no hubo ningún intento inmediato a repetir la misión Fobos-Grunt hasta la década de 2030, y el financiamiento de Rusia de ExoMars podría ser parcialmente cubierto por los pagos del seguro de 1,2 mil millones de rublos (40,7 millones dólares USD) por los perdidos de Fobos-Grunt.

### Hospitalización
Fue admitido en el Hospital Militar Burdenko en Moscú el 7 de marzo de 2012 a causa de "agotamiento físico y emocional". Kommersant dijo que se desmayó en las escaleras fuera de la agencia y el tabloide ruso Life News afirmó que había sido hospitalizado por lesiones en la cabeza. Otros medios de comunicación afirmaron que fue hospitalizado después de ser golpeado en la cabeza con una botella durante una pelea, y que la lucha había terminado gracias a su secretario de prensa y a la exmodelo Anna Vedicheva. 
Cuando Popovkin volvió a trabajar en 19 de marzo de 2012 dio una entrevista a Izvestia en la que negó rotundamente algunas de las historias acerca de los motivos de su hospitalización, que él atribuyó a los sectores de la industria espacial rusa que se ven amenazados por sus intentos de combatir la corrupción. En respuesta, el desarrollador de Sistemas Espaciales de Rusia GLONASS (Российские космические системы) publicó una carta abierta del director Iván Golub pidiendo a Popovkin renunciar, en parte debido a la pelea, aunque principalmente debido a la demanda hecha por Popovkin de malversación de fondos en GLONASS. Roscosmos respondió negando que Popovkin resultó herido después de una pelea.
El 29 de marzo de 2012 Popovkin habría dicho que se desmayó después de salir del trabajo y que:
"Si hubiera una pelea ... Yo firmo una carta de renuncia al día siguiente ... Me respeto mucho, y francamente, todavía no puedo manejar toda esa basura que se dijo inmerecidamente de mí".

### ExoMars
Popovkin se reunió con Jean-Jacques Dordain, director general de la Agencia Espacial Europea (ESA) para discutir sobre ExoMars en abril de 2012. Los dos hombres firmaron un memorando de entendimiento que iba a ser seguido por un acuerdo formal en noviembre después de nuevos debates sobre la financiación de las misiones.

## Premios
Fue condecorado con las órdenes por Servicios Distinguidos a la Patria de cuarta clase y por el Servicio Militar Distinguido con la medalla de la Orden por Servicios Distinguidos a la Patria de segunda clase. En 2005, Popovkin recibió el Premio de Ciencia y Tecnología del Gobierno de Rusia.

## Vida personal
Popovkin tenía un hermano, Vasily, tres años menor que él. Se casó dos veces y tuvo dos hijas. Murió de cáncer el 18 de junio de 2014 en el Centro Médico Rabin en Petaj Tikva, Israel.